# María Inmaculada de Austria-Toscana
María Inmaculada de Austria-Toscana (en alemán: Maria Immakulata von Österrich-Toskana; Baden, 3 de septiembre de 1878 - Altshausen, 25 de noviembre de 1968) fue miembro de la rama Toscana de la Casa de Habsburgo-Lorena, y por matrimonio miembro de la Casa de Wurtemberg.

## Familia
María Inmaculada fue la séptima hija y la cuarta mujer del archiduque Carlos Salvador de Austria-Toscana y de su esposa, la princesa María Inmaculada de Borbón-Dos Sicilias. Sus abuelos paternos fueron el gran duque Leopoldo II de Toscana y la princesa María Antonieta de Borbón-Dos Sicilias; y los maternos, el rey Fernando II de las Dos Sicilias y la archiduquesa María Teresa de Austria-Teschen, todos ellos relacionados familiarmente.

## Matrimonio
El 29 de octubre de 1900 se casó en el Hofburg de Viena con el duque Roberto de Wurtemberg, cinco años mayor que ella, hijo del duque Felipe de Wurtemberg y de la archiduquesa María Teresa de Austria. La pareja no tuvo hijos. En los años 20 se mudaron con otros miembros de su familia al castillo de Altshausen, donde vivieron el resto de sus días. María Inmaculada murió en 1968 a la edad de 90 años, tras sobrevivir 21 años a su marido, y fue enterrada allí.